# Glaucidium perlatum
Glaucidium perlatum là một loài chim trong họ Strigidae.